# Shaw and Crompton
Shaw and Crompton è una parrocchia civile del borgo metropolitano di Oldham, situata nelle contee metropolitane della Grande Manchester, Inghilterra. Si trova a circa 16 km a nord-est della città di Manchester e a circa 3,2 km a nord della città di Oldham.
La città si sviluppò durante la rivoluzione industriale grazie principalmente alla filatura del cotone e all'industria tessile e fino al 1974 faceva ancora parte della contea del Lancashire.

## Storia
I primi manufatti trovati risalgono all'età del ferro e la scoperta è stata fatta dagli archeologi locali; è stata ritrovata anche una strada romana che conduce da un forte romano fino a Saddleworth. Il percorso della strada ancora esiste ed attraversa la strada di Buckstones fino al bar di Grains.
Dopo l'invasione dei Sassoni questi si sparsero verso ovest attraverso il paese, espellendo i Celti dalle loro terre. 
Intorno al 620, il re dei Sassoni, Northumbria, trasferì l'esercito attraverso il territorio di Pennines fino a Mercia. 
Lungo il cammino furono fondati una serie di piccoli villaggi il cui toponimo termina con ton come: Royton, Ashton, Clayton, ecc. 
Crompton era uno di questi e la sua origine risale al settimo secolo.
Intorno al 1076 segue la conquista normanna della zona e l'area fu data a Roger de Pictaventis (nipote materno di Guglielmo I d'Inghilterra).
L'uso scritto riferito alla borgata di Crompton faceva parte di documentazione legale del tredicesimo secolo quando a Gilbert de Notton fu assegnata la proprietà dei discendenti della conquista normanna.
La famiglia del De La Legh (ancora discendenti delle forze di conquista normanna), acquistò la terra e poi successivamente fece adattare il suo nome di famiglia a de Crompton (di Crompton).
Fino alla rivoluzione industriale, Crompton era una borgata composta da falegnami, da fattori e allevatori, una piccola comunità di famiglie locali che fino al 1894 era all'interno della parrocchia ecclesiastica di Prestwich-cum-Oldham, nel Salford. 
La fabbricazione di lana nella zona può essere fatta risalire al 1474 e dei privilegi commerciali furono garantiti a Crompton and Shaw nel periodo che va dal 1675 al 1814 che hanno contribuito a favorire la produzione delle lane a Crompton and Shaw.
Shaw and Crompton, attualmente, si estende al confine tra il Lancashire e lo Yorkshire e le colline di Pennines ad est. 
I grandi agglomerati urbani di Rochdale e di Oldham rispettivamente ad ovest e a sud sorsero. 
Nel periodo dal 1894 al 1974 Shaw and Crompton hanno formato il relativo distretto ed ente pubblico territoriale: il distretto urbano di Crompton all'interno delle contee amministrative d'Inghilterra e del Lancashire.
Con la riforma di governo del 1974 fu segnata la condizione di indipendenza della città per cui si abolì il distretto urbano per definire la città metropolitana di Oldham nel Grande Manchester. Dal 1987 Shaw and Crompton è divenuta parrocchia civile ottenendo una certa autonomia, limitata, di ente pubblico territoriale rispetto a quella di città metropolitana più larga, specialmente per l'assegnazione di permessi di progettazione. 
Il consiglio della parrocchia sceglie quattordici consiglieri compresi tre consiglieri ed agisce nei processi di progettazione che interessano la zona. 
Crompton and Shaw fanno parte del collegio elettorale parlamentare dell'est in particolare del Saddleworth del Oldham dell'est (collegio elettorale britannico del parlamento), rappresentativo nella Camera dei Comuni inglese.

## Società

### Evoluzione demografica
Con riferimento al censimento del 2001 Shaw and Crompton possiede popolazione di 21.721 abitanti. Una parte della popolazione è costituita da persone di colore e da una comunità di bengalesi, la restante parte è costituita da bianchi. 
Di seguito è presentata una tabella relativamente all'andamento demografico dal 1901, si è valutata una popolazione di 7.032 attorno al 1871
| Popolazione                          | 13.427 | 14.750 | 14.917 | 14.764 | 12.796 | 12.559 | 12.708 | 17.026 | 21.093 | 21.721 |
| Riferimento: Visione del Regno Unito |        |        |        |        |        |        |        |        |        |        |